# شهرک بلال
شهرک بلال، روستایی از توابع بخش جایزان شهرستان امیدیه در استان خوزستان ایران است.

## جمعیت
این روستا در دهستان جایزان قرار دارد و براساس سرشماری مرکز آمار ایران در سال ۱۳۸۵، جمعیت آن۹۰۰ نفر (۱۱۰خانوار) بوده‌است.اهالی این روستا همگی عرب وشیعه اثنی عشری هستند اکثر اهالی این روستا به شهراهواز مهاجرت کردند وجمیعیت فعلی تقریبا یک هشتم جمعیت سا ۶۵شمسی می باشد